# Liste der Sozialsenatoren von Hamburg
Dies ist eine Liste der Sozialsenatoren von Hamburg.

## Sozialsenatoren Hamburg (seit 1946)
| Name                                       | Amtsantritt | Senat                                                                                                 | Partei  |
| ------------------------------------------ | --- | --- | ------- |
| Heinrich Eisenbarth                        | 15. November 1946 | Brauer I                                                                                              | SPD     |
| Gerhard Neuenkirch                         | 28. Februar 1950 | Brauer II                                                                                             | SPD     |
| Ernst Breidenbach und Emilie Kiep-Altenloh | 2. Dezember 1953 | Sieveking                                                                                             | CDU FDP |
| Ernst Weiß                                 | 21. Dezember 1957 1. Januar 1961 13. Dezember 1961 9. Juni 1965 27. April 1966 22. April 1970 9. Juni 1971 30. April 1974 12. November 1974 | Brauer III Nevermann I Nevermann II Weichmann I Weichmann II Weichmann III Schulz I Schulz II Klose I | SPD     |
| Jan Ehlers                                 | 28. Juni 1978 24. Juni 1981 2. Februar 1983 20. Januar 1987 2. September 1987                                                               | Klose II von Dohnanyi I von Dohnanyi II von Dohnanyi III von Dohnanyi IV                              | SPD     |
| Ortwin Runde                               | 8. Juni 1988 26. Juni 1991 | Voscherau I Voscherau II                                                                              | SPD     |
| Helgrit Fischer-Menzel                     | 15. Dezember 1993 12. November 1997 | Voscherau III Runde                                                                                   | SPD     |
| Karin Roth                                 | 1. April 1998 | Runde                                                                                                 | SPD     |
| Birgit Schnieber-Jastram                   | 31. Oktober 2001 17. März 2004 | von Beust I von Beust II                                                                              | CDU     |
| Dietrich Wersich                           | 7. Mai 2008 25. August 2010 | von Beust III Ahlhaus                                                                                 | CDU     |
| Detlef Scheele                             | 23. März 2011 15. April 2015 | Scholz I Scholz II                                                                                    | SPD     |
| Melanie Leonhard                           | 1. Oktober 2015 28. März 2018 10. Juni 2020                                                                                                 | Scholz II Tschentscher I Tschentscher II                                                              | SPD     |
| Melanie Schlotzhauer                       | 15. Dezember 2022 7. Mai 2025 | Tschentscher II Tschentscher III                                                                      | SPD     |